# Мисс Америка

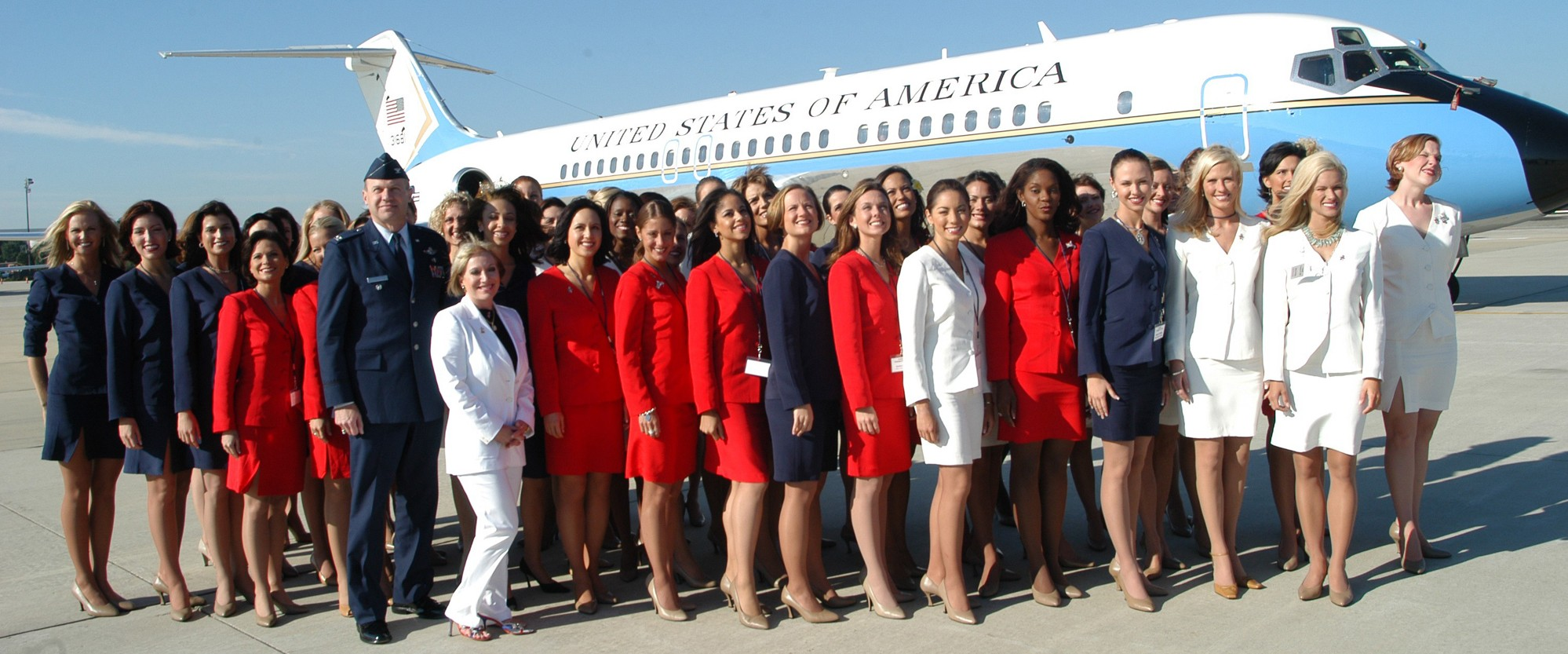
Конкурсантки «Мисс Америка 2003» на авиабазе Эндрюс

Мисс Америка (англ. Miss America) — ежегодный конкурс красоты, на котором выбирается красивейшая женщина США. Действующей победительницей конкурса является Эбби Стокард из штата Алабама.

## История

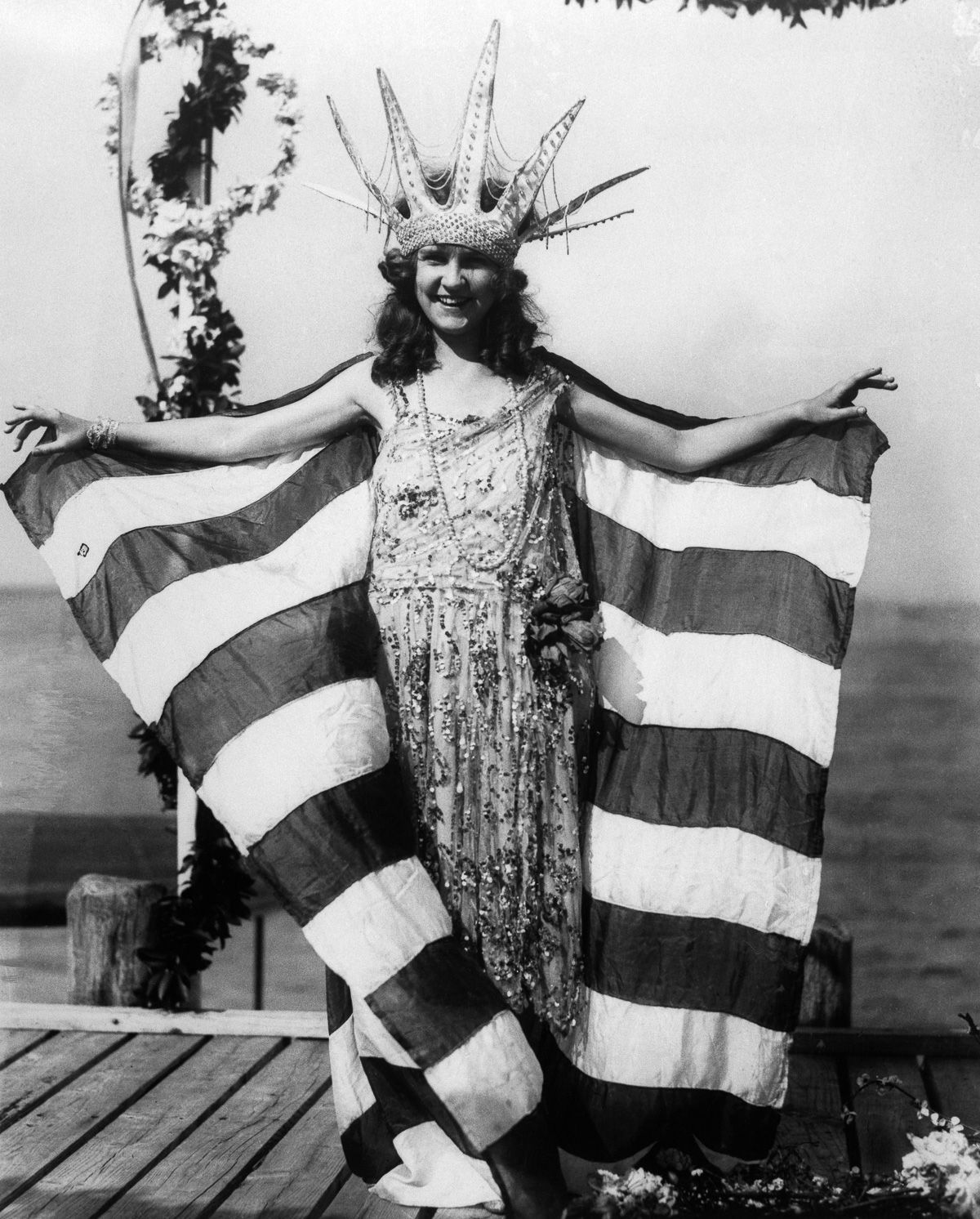
Маргарет Горман, первая «Мисс Америка» (1921)

Первый конкурс «Мисс Америка» состоялся 7-8 сентября 1921 года в Атлантик Сити. Его победительницей стала Маргарет Горман, с титулом «Прелесть Атлантик Сити» (Atlantic City Pergeant). В следующем году конкурс был переименован в «Мисс Америка», а Горман получила этот титул задним числом. Первые конкурсы красоты в Атлантик Сити проводились в основном с целью привлечения туристов.
Чем более популярным становился конкурс «Мисс Америка», тем более строгими становились требования к его участницам. Считалось, что поведение победительницы и вовсе должно было быть примером для каждого американца. В 1949 году были введены новые правила, исключавшие участие в конкурсе замужних и разведённых женщин, тех, кто имел детей и делал аборты. Это произошло после того, как «Мисс Америка-1949» в течение года после получения титула вышла замуж и развелась.
Вплоть до 1951 года оценивалась не красота участниц в целом, а совершенство и пропорциональность их «составных частей». Самым важным считалось лицо — за него давали до 15 баллов. За красивые грудь, руки или талию можно было получить до 10 баллов. Наибольший интерес в программе конкурса вызывали у зрителей выступления претенденток в купальных костюмах. После того, как победившая в 1951 году Иоланда Бетбезе отказалась позировать перед фотокамерами в неглиже, производители пляжной моды отказались спонсировать далее конкурс «Мисс Америка» и организовали собственные соревнования — Мисс США и Мисс Вселенная.
С тех пор, как обладательница идеальной фигуры, сверкающей улыбки и весьма передовых взглядов «Мисс Америка-1951» Иоланда Бетбезе заявила, что «внешность — не главная составляющая красоты», конкурс «Мисс Америка» стал всё больше превращаться из соревнования внешних данных в состязание ума, обаяния, эрудиции, умения одеваться и чувства юмора. И это, в свою очередь, стало одним из основополагающих принципов «американской мечты» и американского образа жизни: каждый гадкий утёнок может стать прекрасным лебедем, и нужны всего лишь уверенность в себе и воля к победе.
С 1954 года конкурс «Мисс Америка» транслируется телевидением. Первую прямую трансляцию этого конкурса в 1954 году посмотрели 30 % (27 миллионов) американцев. Наиболее высокие телеквоты конкурс имел в 60-е годы XX века, когда практически в каждой американской семье появился телевизор.
Вплоть до середины 70-х годов негритянки из числа конкурсанток исключались. Это привело в 1968 году к созданию конкурса Мисс Чёрная Америка.
В то же время проведение этого соревнования красоты подвергалось постоянным атакам со стороны воинствующих феминисток, считавшими, что эти конкурсы унижают женщину.
В 1984 году разразился новый скандал, связанный с «Мисс Америка», когда первая чернокожая победительница этого конкурса Ванесса Линн Уильямс вынуждена была отказаться от завоёванного титула после того как были обнаружены её фотографии в обнажённом виде для журнала «Penthouse», сделанные ещё перед конкурсом.
Один из мифов, который удалось развенчать конкурсу «Мисс Америка», это миф о том, что настоящие красавицы — это хрупкие оранжерейные создания, созданные для того, чтобы услаждать взор, и не способные противостоять тяготам реальной жизни. Так, «Мисс Америка-1992» Кэролин Сапп борется с семейным насилием; победительница 1994 года Кимберли Эйкен заботится о бездомных; а «Мисс Америка-1995» стала глухонемая Хитер Уайтстоун. Жаклин Майер — «Мисс Америка-1963» — улыбчивая брюнетка с пухлыми румяными щёчками. В 1970 году её сразил инсульт. У Жаклин отнялась речь, и полностью парализовало правую сторону тела. После нескольких лет упорной борьбы девушке удалось почти полностью победить болезнь. Но Жаклин этим не ограничилась. Она ездила по всей стране, встречалась с инвалидами-инсультниками, помогала им советами, поддерживала веру в себя. Жаклин была награждена престижной Премией надежды и мужества, присуждаемой американской Национальной ассоциацией людей, переживших инсульт, и вошла в число людей, имена которых значатся в Зале славы штата Огайо.
В 2005 году, после того как число телезрителей впервые стало менее 10 миллионов, телекомпания ABC отказалась от дальнейшей трансляции конкурсов «Мисс Америка», передав свои права фирме «Каунти Мьюзик ТВ». С 2006 года по 2012 год конкурс проводится не в сентябре, а в январе, и не в Атлантик Сити, а в Лас Вегасе. С 2013 года конкурс снова перенесён на сентябрь.

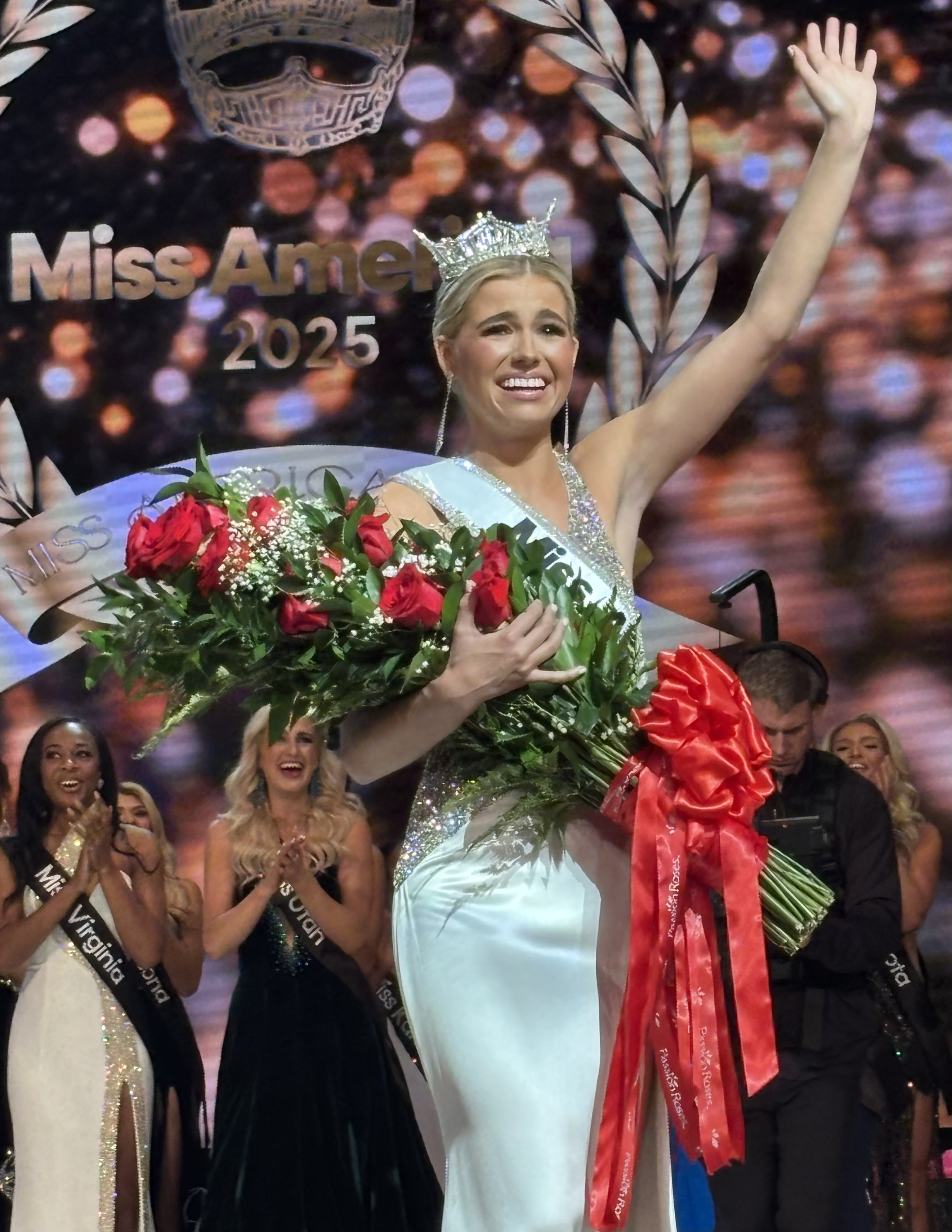
Эбби Стокард, «Мисс Америка 2025»

## Организация
Конкурс «Мисс Америка» является многоступенчатым. Вначале на местах выбираются «мисс» определённых городов — например, «мисс Майами». Затем из них избираются «мисс» от каждого штата, от столицы страны города Вашингтон. С 2004 года, кроме представительниц от штатов и столицы, в конкурсе «Мисс Америка» может также участвовать «мисс Виргинские острова».
Сам конкурс — как на городском, национальном, или уровне штатов — состоит из соревнований по 4 дисциплинам:
- В «интервью» девушки должны показать своё умение поддерживать беседу, удачно и остроумно отвечать на вопросы
- В соревновании «талантов» участницы показывают свои способности в различных областях — как правило в пении, танцах, игре на музыкальных инструментах
- Выступления в купальных костюмах — это конкурс хороших фигур участниц. Девушки сами выбирают себе купальники, в основном это бикини. В то же время существуют строгие правила соблюдения «нравственности».
- В вечерних туалетах девушки демонстрируют своё умение свободно и элегантно двигаться по залу или подиуму.

С 2003 года введено также соревнование участниц в одежде спортивного типа (Casual Wear).
Победительницы конкурса получают денежные стипендии, которые помогают девушкам в дальнейшем сделать карьеру или получить хорошее образование. Для них также открыты двери в мир кино и фотомоделей. В международных конкурсах победительницы не участвуют.
Наибольшее количество раз титул «Мисс Америка» завоёвывался представительницами Калифорнии, Оклахомы и Огайо (по 6 раз).